# Раковець (струмок)
Раковець, Раховець — струмок в Україні, у Надвірнянському  районі Івано-Франківської області, лівий доплив Ослави (басейн Дунаю).

## Опис
Довжина струмка приблизно 5 км. Формується з багатьох безіменних струмків.

## Розташування
Бере початок на південному заході від села Білі Ослави. Тече переважно на північний схід і впадає і річку Ославу, праву притоку Пруту.